# Max Kolb (paysagiste)
Pour les articles homonymes, voir Kolb.
Max Kolb, né à Munich le 28 octobre 1829 et mort dans la même ville le 22 ou 27 novembre 1915, est un jardinier paysagiste allemand. Il est le père de l'écrivain Annette Kolb (1870-1967).

## Biographie
Max Kolb pourrait être un enfant illégitime de la maison de Wittelsbach. Sa mère Juliana Lorz était une femme de chambre de la reine de Bavière Thérèse de Saxe-Hildburghausen. Après la naissance de l'enfant, elle a épousé le jardinier Dominique Kolb. Max Kolb a grandi au château de Possenhofen, étudié à l'abbaye de Scheyern et poursuivi sa formation dans les jardins botaniques de Berlin et de Potsdam, puis à Gand. De 1855 à 1859, il a été jardinier principal à Paris. Il a participé à la conception du Bois de Boulogne et des jardins de l'exposition universelle de 1855. Il a ensuite dirigé le jardin botanique, et l'Institut de physiologie végétale de Munich. Il avait sa résidence officielle au 7 Sophienstraße.
À partir de 1890, Max Kolb a été chargé de l'exposition florale annuelle du Palais des glaces de Munich. Il est l'auteur d'une Theorie des Gartenbaues (théorie de l'horticulture) parue pour la première fois en 1877, d'un essai sur les jardins botaniques royaux de Munich (Der Königliche Botanische Garten in München), d'un livre sur les plantes de montagnes d'Europe et d'outremer (Die europäischen und überseeischen Alpenpflanzen) et d'un travail sur les jardins des écoles, leurs avantages et leurs équipements (Schulgarten, dessen Nutzen und Einrichtung). Il a publié avec J. E. Weiss un mensuel illustré sur l'horticulture, l’Illustrirten Monatshefte für die Gesamt-Interessen des Gartenbaues.
Il a épousé en 1858 la pianiste française Sophie Danvin, fille du couple de peintres Constance Amélie et Félix Danvin, dont il a eu de nombreux enfants. Six d'entre eux ont survécu, dont Louise Kolb, morte à 25 ans en 1890, qui est le modèle d'Hespera dans le roman d'Annette Kolb Die Schaukel (1934), Germaine Kolb morte en 1949, Emil Kolb-Danvin (1874–1933), époux de 1909 à 1922 de la princesse Catherine Radziwill, et l'écrivain Annette Kolb elle-même (1870–1967).